# Lüyang (sockenhuvudort i Kina, Hubei Sheng, lat 30,53, long 115,53)
Lüyang (kinesiska: 绿杨) är en sockenhuvudort i Kina. Den ligger i provinsen Hubei, i den centrala delen av landet, omkring 120 kilometer öster om provinshuvudstaden Wuhan. Antalet invånare är 22 214. Befolkningen består av 10 815 kvinnor och 11 399 män. Barn under 15 år utgör 15,0 %, vuxna 15-64 år 74 %, och äldre över 65 år 10,0 %.
Runt Lüyang är det tätbefolkat, med 427 invånare per kvadratkilometer. Närmaste större samhälle är Guankou, 19,3 km väster om Lüyang. I omgivningarna runt Lüyang växer i huvudsak blandskog.
Genomsnittlig årsnederbörd är 1 892 millimeter. Den regnigaste månaden är maj, med i genomsnitt 282 mm nederbörd, och den torraste är januari, med 46 mm nederbörd.